# Michael Umeh
Michael Umeh (Houston, 18 de setembro de 1984) é um basquetebolista profissional nigeriano que atualmente defende o Virtus Pallacanestro Bologna na LBA.
Michael Umeh foi convocado para defender a seleção nigeriana no Afrobasket de 2015 disputado em Radès, Tunísia. Na ocasião a Nigéria conquistou seu primeiro título na competição continental, de quebra a vaga para o Torneio Olímpico de 2016.